# Gu’an
Gu’an (chinesisch 固安县, Pinyin Gù’ān Xiàn) ist ein Kreis der bezirksfreien Stadt Langfang in der chinesischen Provinz Hebei. Er hat eine Fläche von 697,8 km² und zählt 418.689 Einwohner (Stand: Zensus 2010). Sein Hauptort ist die Großgemeinde Gu’an (固安镇).